# Aneuretinae
Aneuretinae — реліктова підродина мурах (Formicidae). Відомі кілька викопних видів і 1 сучасний ендемічний вид на Шрі-Ланці.

## Опис

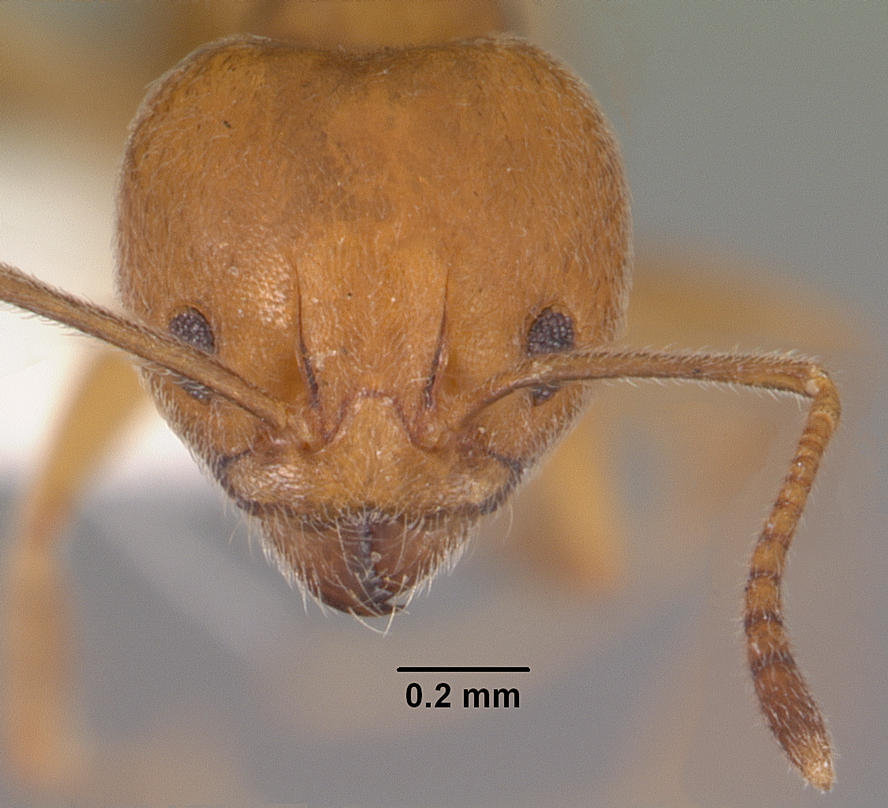
Голова робочої мурашки Aneuretus simoni

Стеблинка між черевцем і грудьми складається з одного членика петіоля. Від близької їй підродини Dolichoderinae відрізняються наявністю жала і витягнутої стеблинки і явного вузлика у петіоля. Вусики 12-членикові. Ротові органи схожі з такими як у мурах підродини Dolichoderinae. Родини сучасного представника цієї підродини нечисленні (100—200 особин), ведуть хижий спосіб життя, фуражирують на землі.

## Систематика
У сучасній фауні підродина представлена єдиним родом Aneuretus Emery, 1893 з 1 видом. Спочатку цей вид відносили до підродини Dolichoderinae в якості його триби Aneuretini Emery, 1912, але в 1951 році підвищили до статусу самостійної підродини (Clark, 1951).

## Палеонтологія
У викопному стані підродина відома з початку Кайнозойської ери (Палеоцен, Еоцен, Олігоцен).
Список родів:
- ..Aneuretus Emery, 1893
  - ..Aneuretus simoni Emery, 1893
- †Aneuretellus
  - †Aneuretellus deformis Dlussky, 1988 — Палеоцен, Сахалін
- †Burmomyrma Dlussky, 1996
  - †Burmomyrma rossi Dlussky, 1996 — Бірманський бурштин (імовірно відноситься до цієї підродини через погане збереження)[5]
- †Mianeuretus
  - †Mianeuretus mirabilis Carpenter, 1930 — Еоцен, Олігоцен, Florissant
  - †Mianeuretus eocenicus Dlussky & Rasnitsyn, 2002 — Еоцен, Колорадо, США
- †Paraneuretus
  - †Paraneuretus longicoris Wheeler, 1915 — Еоцен, Балтійський бурштин
  - †Paraneuretus tornquisti Wheeler, 1915 — Еоцен, Балтійський бурштин
- †Protaneuretus
  - †Protaneuretus succineus Wheeler, 1915 — Еоцен, Балтійський бурштин
- ?†Cananeuretus Engel & Grimaldi, 2005
  -  ?†Cananeuretus occidentalis Engel & Grimaldi, 2005